# 帽子山核電站
帽子山核电站是中国同意开展前期工作的首批三个内陆核电项目之一，因日本发生福岛核事故而暂停开发，处于厂址保护状态。核电站选址于江西省九江市彭泽县马当镇境内，规划建设4台125万千瓦AP1000核电机组，总投资约800亿元，由江西核电有限公司负责开发。